# Championnat de France féminin de rugby à XV
Pour les articles homonymes, voir Championnat de France féminin de rugby.
Pour une présentation du rugby féminin en France, voir Rugby à XV féminin en France.
Le championnat de France féminin de rugby à XV (dénommé Élite 1 depuis 2018, et précédemment Top 8 de 2015 à 2018), est une compétition annuelle mettant aux prises les meilleures équipes féminines de rugby à XV en France. Fondé à partir de la saison 1971-1972 sous l'égide de l'Association française de rugby féminin avant d'être pris en charge par la Fédération française de rugby féminin, il est organisé par la Fédération française de rugby depuis 1989. Il est remporté lors de la première saison par la section féminine du club omnisports de l'ASVEL. 
Le championnat se déroule en deux phases : une phase dite de qualification, qui est disputée par toutes les équipes, et une phase finale qui se joue par élimination directe. De 2015 à 2018, le championnat est dénommé le Top 8. En 2018, le championnat passe d'une poule unique de 8 clubs à deux poules de 16. Les 8 meilleurs clubs sont qualifiés pour la phase finale. Depuis la saison 2018-2019, deux clubs sont relégués en Élite 2 à l'issue du championnat.
Comme chez les hommes, le club le plus titré de France est toulousain : il s'agit du Toulouse Fémina Sports, avec 9 titres de championnes de France, en 1975, 1976, 1977, 1978, 1979, 1980, 1982, 1984 et 1985. Le Montpellier RC est octuple vainqueur du titre (2007, 2010, 2013, 2014, 2015, 2017, 2018 et 2019).

## Historique

### Naissance du rugby féminin en France
Apparu de manière irrégulière en France entre 1908 et 1924, le rugby féminin s'implante de façon durable dans l'hexagone en 1965 grâce à des jeunes lycéennes et universitaires.
Le premier véritable club de rugby féminin français est le Violettes bressanes, fondé en 1966 sous l'impulsion d'Andrée Forestier, suivi par les Coquelicots de Tournus l'année suivante et le Toulouse Fémina Sports l'année d'après. Des dirigeants et dirigeantes de clubs pionniers se réunissent et créent l'Association française de rugby féminin. Le premier championnat a lieu en 1972 et l'ASVEL Villeurbanne devient le premier champion en battant en finale le RC Adour sur le score de 10 à 8.
À partir de 1984, le championnat est organisé avec l'agrément du ministère des Sports. Il passe par la suite sous le giron de la Fédération française de rugby dès la saison 1989-1990,.

### Période moderne

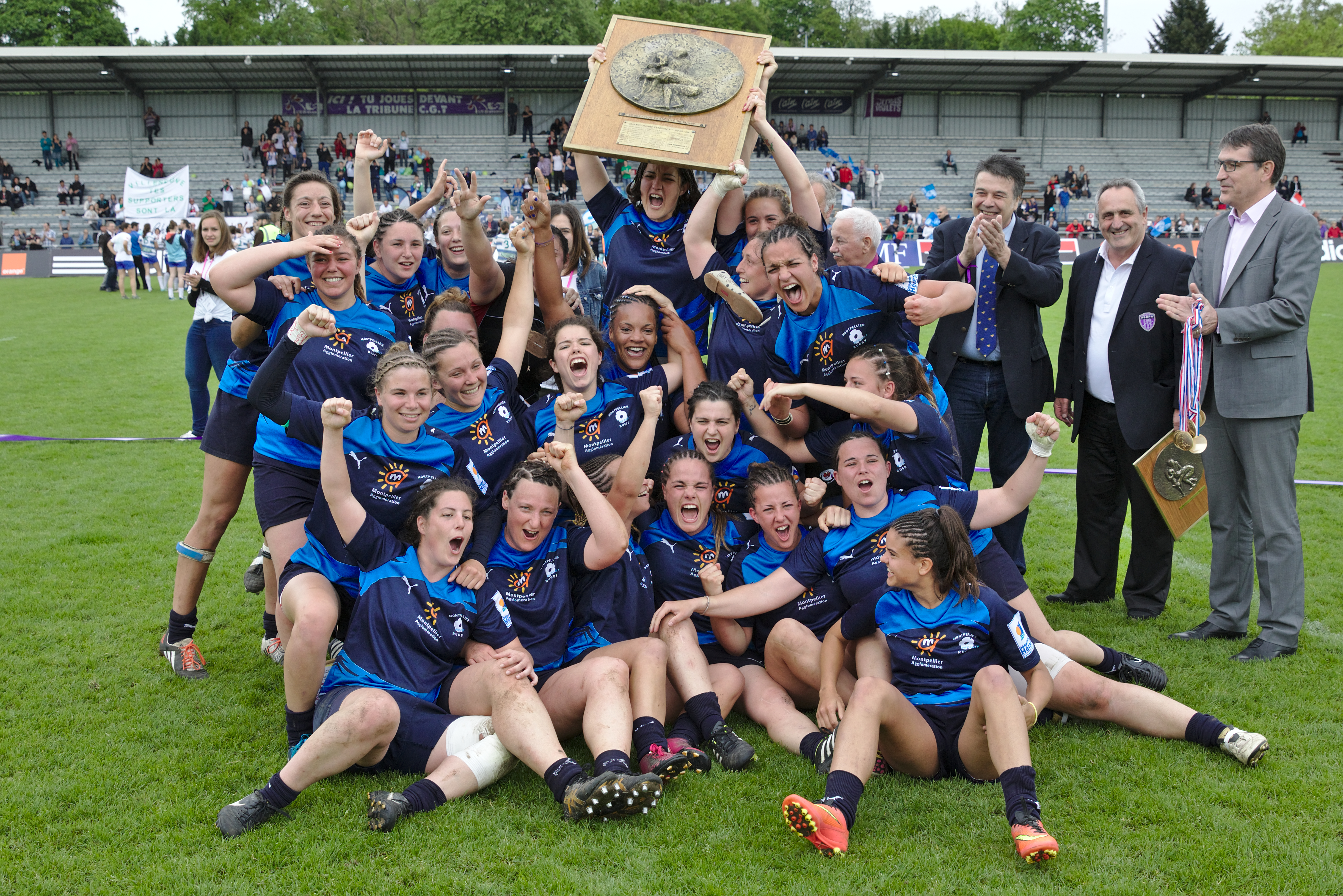
Les féminines du MHR après la finale du Top 8 (2015).

En 2014, la FFR lance une grande réforme du rugby féminin en France provoquant la colère de l'ensemble des dirigeants et joueuses, ces derniers n'ayant pas été consultés au préalable. Ce nouveau championnat voit aussi la réduction des clubs de l'élite passant de 10 clubs à 8. Le championnat prend ainsi la dénomination de Top 8. Quelques jours avant la finale du championnat 2014-2015, la FFR dévoile le premier logo de la compétition, créé pour renforcer l'identité et la visibilité de la compétition. De plus, celle-ci est pour la première fois diffusée en direct à la télévision, où le club héraultais du Montpellier rugby club domine le Lille Métropole RC villeneuvois 17 à 3. Cela permet à Montpellier de réaliser un triplé moins de 10 ans après celui de Toulouges laissant le club nordiste sur sa faim comme 2 ans auparavant.
En 2018, la FFR décide de réformer de nouveau les compétitions féminines. Quatre niveaux de compétitions voient le jour avec une nouvelle formule pour la 1re division féminine, regroupement des 8 équipes évoluant en Top 8 pour la saison 2017-2018 et des 8 équipes qualifiées pour les quarts-de-finale Élite 2 Armelle-Auclair pour la saison 2017-2018. Le championnat change alors de nom et devient l'Élite 1.
En 2020, le championnat est interrompu au cours de la saison à cause de la pandémie de Covid-19 qui sévit en Europe. Pour la première fois depuis 1972, le titre de champion de France n'est pas décerné. Aucun club n'est relégué sportivement à l'issue de la saison mais l'Ovalie caennaise, dernier de sa poule, demande sa relégation pour pouvoir se reconstruire au sein de la deuxième division laissant ainsi sa place au Rugby Club La Valette Le Revest La Garde Le Pradet, premier d'Élite 2. Le championnat 2020-2021 oppose les seize équipes dans une nouvelle formule composée de 4 poules de 4 équipes avec play-off, play-down et phase finale.
Au début des années 2020, l'Élite 1 est une compétition à deux vitesses, où se côtoient professionnelles et amatrices. Les internationales françaises, payées par la fédération se concentrent dans environ une demi-douzaine de clubs, créant un décalage important entre « gros clubs » et « petits clubs ». À l'automne 2021, le format de la compétition est réduit de 16 à 14 équipes, puis à 12 équipe à l'automne 2022, et enfin à 10 équipes à l'automne 2024, selon les plans de Brigitte Jugla, vice-présidente de la Fédération chargée du rugby féminin. C'est durant cette période qu'on voit les forfait généraux de deux équipes, l'AS Bayonne lors de la saison 2021-2022, et le Rugby Club Chilly-Mazarin lors de la saison 2022-2023. Comparativement avec le championnat anglais, le championnat français manque du soutien financier d’un partenaire important, et souffre d'une trop faible diffusion.
Le 24 février 2024, l'ASM Romagnat affronte les championnes en titre du Stade bordelais (27-31) devant 6 025 spectateurs, établissant un record d'affluence pour la compétition dans sa phase régulière. Le record est battu une semaine après lors de la rencontre Stade toulousain - Blagnac Rugby féminin qui réunit 6 397 spectateurs au Stade Ernest-Wallon.

### 2024: retour à la poule unique
Pour la saison 2024-2025, le format de la compétition est revu : le championnat redevient une poule unique, et l'élite est resserrée de douze à dix équipes. En outre, pour atténuer le déséquilibre du à la concentration des joueuses internationales dans une poignée de clubs, et pour dissuader les clubs recruter des internationales, la fédération programme sciemment des doublons. Ainsi deux journées ont lieu durant le WXV, et deux autres durant le Tournoi des Six Nations. Le 2 novembre, pour la première fois un match d'Élite 1 est diffusé en direct sur Canal + : l'ASM Romagnat reçoit le Stade bordelais devant 12 500 spectateurs, établissant un nouveau record d'affluence dans la compétition.

### Logo

Évolution du logo
Logo du Top 8 féminin d'avril 2015 à juin 2018.
Logo de l'Élite féminine de septembre 2018 à juillet 2020.
Logo de l'Élite 1 instauré en juillet 2020.

## Palmarès

### Élite 1
| Saison | Vainqueur                  | Score             | Finaliste                     | Lieu de la finale                       | Spectateurs       |
| ------ | -------------------------- | ----------------- | ----------------------------- | --------------------------------------- | ----------------- |
| 1972   | ASVEL (1)                  | 10-8              | RC Adour                      | Lombez                                  |                   |
| 1973   | FC Auch (1)                | 10-8              | Tarbes Rugby                  | Morlaàs                                 |                   |
| 1974   | Violettes bressanes (1)    | 25-10             | FC Auch                       | La Voulte                               |                   |
| 1975   | Toulouse Fémina Sports (1) | 18-3              | OF Valence Les Dragons Blancs | Romagnat                                |                   |
| 1976   | Toulouse Fémina Sports (2) | 8-3               | Violettes bressanes           | Castres                                 |                   |
| 1977   | Toulouse Fémina Sports (3) | 12-7              | Violettes bressanes           | Montaigut-le-Blanc                      |                   |
| 1978   | Toulouse Fémina Sports (4) | 7-0               | FC Auch                       | Montaigut-le-Blanc                      |                   |
| 1979   | Toulouse Fémina Sports (5) | 19-0              | Coquelicots de Tournus        | Montaigut-le-Blanc                      |                   |
| 1980   | Toulouse Fémina Sports (6) | 7-0               | Violettes bressanes           | Montaigut-le-Blanc                      |                   |
| 1981   | Violettes bressanes (2)    | 10-3              | Coquelicots de Tournus        | Montaigut-le-Blanc                      |                   |
| 1982   | Toulouse Fémina Sports (7) | 7-0               | Violettes bressanes           | Montaigut-le-Blanc                      |                   |
| 1983   | La Teste Rugby (1)         | 10-0              | Violettes bressanes           | Tulle                                   |                   |
| 1984   | Toulouse Fémina Sports (8) | 10-0              | Coquelicots de Tournus        | Privas                                  |                   |
| 1985   | Toulouse Fémina Sports (9) | 6-0               | Violettes bressanes           | Montaigut-le-Blanc                      |                   |
| 1986   | La Teste Rugby (2)         | 8-0               | Toulouse Fémina Sports        |                                         |                   |
| 1987   | La Teste Rugby (3)         | 16-4              | Coquelicots de Tournus        | Bègles                                  |                   |
| 1988   | La Teste Rugby (4)         | 8-0               | Violettes bressanes           | Anglet                                  |                   |
| 1989   | Violettes bressanes (3)    | 19-12             | AS Romagnat                   | Montaigut-le-Blanc                      |                   |
| 1990   | Saint-Orens (1)            | 7-6               | Violettes bressanes           | Tours                                   |                   |
| 1991   | RC Chilly-Mazarin (1)      | 3-0               | Saint-Orens                   | Saint-Yrieix-la-Perche                  |                   |
| 1992   | Pachys d'Herm (1)          | 10-3              | Saint-Orens                   | Marciac                                 |                   |
| 1993   | Saint-Orens (2)            | 13-3              | Violettes bressanes           | L'Isle-sur-la-Sorgue                    |                   |
| 1994   | AS Romagnat (1)            | 21-12             | Saint-Orens                   | Maurs                                   |                   |
| 1995   | AS Romagnat (2)            | 10-6              | Pachys d'Herm                 |                                         |                   |
| 1996   | RC Chilly-Mazarin (2)      | 3-0               | AS Romagnat                   | Romorantin                              |                   |
| 1997   | Pachys d'Herm (2)          | 30-17             | Saint-Orens                   | Stade Jean-Bouin, Paris                 |                   |
| 1998   | Pachys d'Herm (3)          | 20-11             | AS Romagnat                   | Mussidan                                |                   |
| 1999   | Caen Rugby Club (1)        | 25-12             | Pachys d'Herm                 | Leucate                                 |                   |
| 2000   | Caen Rugby Club (2)        | 12-5              | Pachys d'Herm                 | Poitiers                                |                   |
| 2001   | Pachys d'Herm (4)          | 20-19             | Caen Rugby Club               | Limoges                                 |                   |
| 2002   | Caen Rugby Club (3)        | 10-3              | Saint-Orens                   | Saint-Vincent-de-Tyrosse                |                   |
| 2003   | Pachys d'Herm (5)          | 23-15             | Caen Rugby Club               | Parthenay                               |                   |
| 2004   | USAT XV Toulouges (1)      | 8-6               | Ovalie caennaise              | Isle                                    |                   |
| 2005   | USAT XV Toulouges (2)      | 7-3               | Ovalie caennaise              | Stade de France, Saint-Denis            |                   |
| 2006   | USAT XV Toulouges (3)      | 8-3               | Stade rennais rugby           | La Roche-sur-Yon                        |                   |
| 2007   | Montpellier HRC (1)        | 10-3              | Ovalie caennaise              | Grenoble                                |                   |
| 2008   | USAT XV Toulouges (4)      | 18-15             | Montpellier HRC               | Narbonne                                |                   |
| 2009   | Montpellier HRC (2)        | 19-16             | USAP XV Féminin               | Gruissan                                |                   |
| 2010   | USAP XV Féminin (5)        | 26-05             | Montpellier HR                | Stade Jean Bouin, Paris                 |                   |
| 2011   | USAP XV Féminin (6)        | 15-11             | Stade rennais rugby           | Saint-Médard-en-Jalles                  | 1 200             |
| 2012   | Rugby club lonsois (1)     | 14-10             | Montpellier HR                | Stade de Loudes, L'Union                |                   |
| 2013   | Montpellier HR (3)         | 15-12             | Lille MRC villeneuvois        | Stade Robert-Barran, Vierzon            |                   |
| 2014   | Montpellier HR (4)         | 29-19             | AC Bobigny 93 rugby           | Stade de l'Escale, Arnas                |                   |
| 2015   | Montpellier HR (5)         | 17-3              | Lille MRC villeneuvois        | Stade Marcel-Verchère, Bourg-en-Bresse  |                   |
| 2016   | Lille MRC villeneuvois (1) | 18-7              | Montpellier HR                | Stade Jules-Ladoumègue, Massy           |                   |
| 2017   | Montpellier HR (6)         | 17-11             | Lille MRC villeneuvois        | Stade André-Moga, Bègles                | 1 500             |
| 2018   | Montpellier HR (7)         | 15-12             | Stade toulousain              | Stade Albert-Domec, Carcassonne         |                   |
| 2019   | Montpellier HR (8)         | 22-13             | Stade toulousain              | Stade Maurice-Trélut, Tarbes            |                   |
| 2020   | Titre non décerné          | Titre non décerné | Titre non décerné             | Titre non décerné                       | Titre non décerné |
| 2021   | ASM Romagnat (3)           | 13-8              | Blagnac rugby féminin         | Stade Ernest-Argelès, Blagnac           | 1 000             |
| 2022   | Stade toulousain (1)       | 16-10             | Blagnac rugby féminin         | Stade Lesdiguières, Grenoble            |                   |
| 2023   | Stade bordelais (1)        | 27-23             | Blagnac rugby féminin         | Stade Sainte-Germaine, Le Bouscat       | 4 000             |
| 2024   | Stade bordelais (2)        | 32-17             | ASM Romagnat                  | Stade Pierre-Rajon, Bourgoin-Jallieu    |                   |
| 2025   | Stade bordelais (3)        | 32-24             | Stade toulousain              | Stade Marcel Michelin, Clermont-Ferrand |                   |

### Bilans

#### Clubs
| Club                                                 | Titre(s) | Premier(s) - Dernier(s) | Finale(s) perdue(s) | Première(s) - Dernière(s) | Division actuelle |
| ---------------------------------------------------- | -------- | ----------------------- | ------------------- | ------------------------- | ----------------- |
| Toulouse Fémina Sports                               | 9        | 1975-1985               | 1                   | 1986-1986                 | -                 |
| Montpellier HR                                       | 8        | 2007-2019               | 4                   | 2008-2016                 | Élite 1           |
| USAT XV Toulouges                                    | 6        | 2004-2011               | 1                   | 2009-2009                 | Élite 2           |
| Pachys d'Herm                                        | 5        | 1992-2003               | 3                   | 1995-2000                 | Fédérale 1        |
| La Teste Rugby                                       | 4        | 1983-1988               | 0                   | -                         | -                 |
| Violettes bressanes                                  | 3        | 1974-1989               | 9                   | 1976-1993                 | Fédérale 1        |
| Caen RC puis Ovalie caennaise                        | 3        | 1999-2002               | 5                   | 2001-2007                 | Élite 2           |
| Stade bordelais                                      | 3        | 2023-2025               | 0                   | -                         | Élite 1           |
| ASM Romagnat                                         | 3        | 1994-2021               | 4                   | 1989-2024                 | Élite 1           |
| Saint-Orens rugby féminin puis Blagnac rugby féminin | 2        | 1990-1993               | 8                   | 1991-2023                 | Élite 1           |
| Rugby Club de Chilly-Mazarin                         | 2        | 1991-1996               | 0                   | -                         | Fédérale 1        |
| Lille MRC villeneuvois                               | 1        | 2016                    | 3                   | 2013-2017                 | Élite 1           |
| FC Auch                                              | 1        | 1973                    | 2                   | 1974-1978                 | -                 |
| Stade toulousain                                     | 1        | 2022                    | 3                   | 2018-2025                 | Élite 1           |
| ASVEL                                                | 1        | 1972                    | 0                   | -                         | -                 |
| Lons rugby féminin                                   | 1        | 2012                    | 0                   | -                         | Élite 2           |
| Coquelicots de Tournus                               | 0        | -                       | 4                   | 1979-1987                 | -                 |
| Stade rennais rugby                                  | 0        | -                       | 2                   | 2006-2011                 | Élite 1           |
| RC Adour                                             | 0        | -                       | 1                   | 1972                      | -                 |
| Tarbes rugby                                         | 0        | -                       | 1                   | 1973                      | Fédérale 1        |
| OF Valence Les Dragons Blancs                        | 0        | -                       | 1                   | 1975                      | -                 |
| AC Bobigny 93 rugby                                  | 0        | -                       | 1                   | 2014                      | Élite 1           |

#### Régions
Comme pour le championnat masculin, les clubs d'Occitanie ont remporté environ la moitié des titres décernés et l'autre région du Sud-Ouest de la France, la Nouvelle-Aquitaine, est à la deuxième place dans le classement par région. Cependant, côté féminin, certains clubs de la moitié nord hors Île-de-France ont déjà remporté le championnat : le Caen Rugby Club (Normandie) à trois reprises et le Lille Métropole rugby club villeneuvois (Hauts-de-France) en 2016.
| Région                  | Titres | Clubs | Finales perdues | Clubs |
| ----------------------- | ------ | --- | --------------- | --- |
| Occitanie               | 27     | Toulouse Fémina Sports (9) ; Montpellier HR (8) ; USAT XV Toulouges (6) ; Blagnac rugby (2) ; FC Auch (1) ; Stade toulousain (1) | 19              | Blagnac rugby (8) ; Montpellier HR (4) ; FC Auch (2) ; Toulouse Fémina Sports (1) ; USAT XV Toulouges (1) ; Tarbes rugby (1) ; Stade toulousain (2) |
| Nouvelle-Aquitaine      | 13     | Pachys d'Herm (5) ; La Teste Rugby (4) ; Stade bordelais (3) ; Lons rugby féminin (1)                                            | 4               | Pachys d'Herm (3) ; RC Adour (1) |
| Auvergne-Rhône-Alpes    | 7      | Violettes bressanes (3) ; ASM Romagnat (3) ; ASVEL (1)                                                                           | 14              | Violettes bressanes (9) ; AS Romagnat (4) ; OF Valence Les Dragons Blancs (1)                                                                       |
| Normandie               | 3      | Caen Rugby Club (3) | 5               | Ovalie caennaise (3) ; Caen Rugby Club (2) |
| Île-de-France           | 2      | RC Chilly-Mazarin (2) | 1               | AC Bobigny 93 rugby (1) |
| Hauts-de-France         | 1      | Lille MRC villeneuvois (1) | 3               | Lille MRC villeneuvois (3) |
| Bourgogne-Franche-Comté | 0      | - | 4               | Coquelicots de Tournus (4) |
| Bretagne                | 0      | - | 2               | Stade rennais rugby (2) |

### Distinctions individuelles
En 2018, la meilleure joueuse du championnat est récompensée lors de la Nuit du rugby. À partir de la saison suivante, ce trophée est remplacé par celui de la meilleure internationale française.
| Saison    | Meilleur joueuse | Club                |
| --------- | ---------------- | ------------------- |
| 2017-2018 | Caroline Drouin  | Stade rennais rugby |

## Couverture médiatique

### Télévision
Les premières diffusions de match du championnat ont lieu lors de la saison 2014-2015. Après l'engouement autour de la Coupe du monde féminine de rugby à XV 2014 organisée en France, trois chaînes testent la diffusion de rencontres du championnat féminin en janvier 2015. Eurosport diffuse Perpignan - Montpellier le 11 janvier 2015 tandis que la semaine suivant dans le cadre des 24 heures du sport féminin, Canal+ retransmet Lille - Perpignan le 24 janvier 2015 et France 4 couvre Montpellier - Blagnac-Saint-Orens.
La première diffusion d'une finale du championnat de France à la télévision a lieu quelques mois plus tard le 3 mai 2015 sur France 4. Elle oppose le Montpellier RC au Lille MRC villeneuvois à Bourg-en-Bresse.
En mars 2016, Eurosport acquiert les droits du championnat avec la diffusion de 4 rencontres tout au long de l’année, puis les demi-finales et la finale.
Lors de la 14e et dernière journée du Top 8 2016-2017, Eurosport 2 diffuse un multiplex en direct et en exclusivité. Les quatre rencontres sont ainsi programmées : Villeneuve d'Ascq - Bobigny, Romagnat - Caen, Montpellier - Rennes et Blagnac-Saint-Orens - Toulouse.
En 2016, France Télévisions et la FFR signent un accord pour la diffusion des matches des équipes de France. Cet accord comprend également la diffusion en direct de la finale d'Élite 1, en co-diffusion avec Eurosport, jusqu'en 2021.
Certaines rencontres de la phase régulière sont parfois exceptionnellement diffusées sur les antennes de France 3 Régions.
En 2024, la Fédération française de rugby, la Ligue nationale de rugby et Canal+ trouvent un accord pour diffuser quelques rencontres d'Élite 1 autour d'une affiche de Top 14 du même club recevant et dans le même stade. Bordeaux, Clermont, Lyon, Montpellier et Toulouse sont alors les cinq clubs avec les deux équipes en première division.

### Presse écrite
Le championnat de France féminin est couvert dans les colonnes du Midi olympique, journal bi-hebdomadaire français spécialisé dans le rugby et du quotidien L'Équipe, ainsi que dans les pages sports des quotidiens régionaux, notamment dans le Sud de la France.